# Spange (Heraldik)

Viereckige Ausführung

Die Spange, Fibel oder Gürtelschnalle ist in der Heraldik eine gemeine Figur und ein seltenes Wappenbild. Im Wappen wird die Spange entweder rund oder eckig dargestellt. Die Spangennadel kann nach rechts oder links zeigen und ist entsprechend zu beschreiben. Die Viereckform wird vorrangig auf eine Schnallenecke gestellt. Nachempfunden und stark stilisiert ist es die Fibel. Der Begriff Rinken steht stellvertretend für den Begriff Fibel.
Eine andere Bedeutung hat die Bezeichnung Spange in der älteren heraldischer Literatur. Es wird der Begriff für das achtarmige Lilienkreuz verwendet.